# カマリロ
カマリロ、カマリオ（英: Camarillo、[ˌkæməˈriːoʊ]、KAM-ə-REE-oh)）は、アメリカ合衆国カリフォルニア州のベンチュラ郡にある都市。人口は7万0741人（2020年）。ダウンタウンはベンチュラ・フリーウェイ（国道101号線）に沿って形成されている。
1898年、サザンパシフィック鉄道のコースト線（Coasr Line）が開通し、駅が建設された。カマリロという市名は、アドルフォ・カマリロとフアン・カマリロというヒスパニック系の兄弟に由来している。アドルフォ・カマリロはライマメの栽培で最盛期には700人の労働者を雇った。クルミや柑橘類も農園で栽培された。アドルフォは1920年代から1960年代にかけ、乗用馬としてよく知られているカマリロ・ホワイトホースを飼育し、スペイン風のカラフルな衣装を着せ、サンタバーバラなどでパレードに参加した。
カマリロは第二次世界大戦前までは緩やかに成長していた。戦時中には町の西側にオックスナード陸軍航空基地（現在のカマリロ空港）が戦争遂行努力のために建設された。また近隣にもポイント・マグー海軍航空基地やポート・ワイニミ海軍シービー基地といった新たな基地が開設され、カマリロ周辺地域には多くの労働者や彼らの家族が移住した。
町の南側で1936年に開業したカマリロ州立病院があった場所には、現在はカリフォルニア大学チャンネルアイランド校のキャンパスがある。
ベンチュラ郡の都市のほとんどは、新たな開発に反対している。
2014年、市議会は東のコネホ・グレードまで至る895エーカーの農地の拡張を投票により否決した。

## 歴史

### コロンブス以前
現在のベンチュラ郡に相当する地域には、チュマシュ族インディアンが最初に居住していた。太平洋岸に沿って、カレグアス川やサンタクララ川の河口付近では漁師たちによる村落が形成された。村落から出土した工芸物はベンチュラ郡歴史博物館に展示されているほか、この地域の峡谷や洞窟では現在もその当時に描かれたものを見ることができる。

### ヨーロッパ人の探検
ポルトガル人の航海士フアン・ロドリゲス・カブリリョはスペイン王の命を受け太平洋沿岸を探検し、ポイント・マグー付近でチュマシュ族に出会った。彼は周辺地域を探検し、1542年にスペイン領として獲得した。カブリリョに続き、1602年にセバスティアン・ビスカイノがスペイン王の命を受け測量探検を行った。チュマシュ族は1768年まで海岸部に居住を続けた。
同時期、ロシアは約1,300㎞北に開拓地を建設し、スペインに対抗するために探検を開始した。18世紀に入り、スペイン人はカリフォルニアに定住し始め、サンディエゴに最初の伝道所が建設され、その後も次々に合計21ヶ所の伝道所が建てられた。1782年、フニペロ・セラ神父はベンチュラに9番目の伝道所を設立した。
この地域には多くの定住者が集まったが、周辺にいたインディアンはヨーロッパ人が持ち込んだ病気に対し免疫がない状態に晒された。かつてカリフォルニアで最も勢力の大きかったチュマシュ族は大きく数を減らし、1839年には大部分が姿を消した。

### メキシコの独立
1820年代初頭、メキシコはスペインからの独立を勝ち取った。その後短期間ではあったがカリフォルニアはメキシコを同盟を結んでいた。メキシコの土地譲渡システムは1824年に自由化され、その結果カリフォルニアでは多くの広大な土地が生まれ、国境の北側ではランチョ（農場）が急増した。ホセ・ペドロ・ルイスによって1837年に作られたランチョ・カレグアスは、現在のカマリロ市に相当する地域にあった。
この土地は後に1834年にイハル・パドレス遠征の一員となったファン・カマリロに売却された
。
彼の息子アドルフォとファンは町の創設に高い功績があったと考えられており、そのためにカマリロという地名が付けられた。初期に名付けられたカレグアス（Calleguas）は発音するのが難しかったために退けられた。

### スプリングビル
ほぼ同時期、新興のカマリロの西側、現在のベンチュラ・ブールバードとウッド・ロードの交差点付近にスプリングビルという町が新たに形成された。
1875年から1903年にかけて営業していたスプリングビル郵便局は、1890年時点ではベンチュラ郡に17ヶ所あった郵便局のうちの1つであった(p194)。
スプリングビル学区は1887年に新設され、幹線道路（現在のプレザントバレー・ロード）に沿った南側の開拓地には小学校があった。
プレザントバレー・ロードをさらに進むとワイニミ港へ至り、港ではスクーナーが北部から木材を運び、穀物、ライマメや羊をサンフランシスコの市場から積み出した。サザン・パシフィック鉄道のコースト線がスプリングビルのはるか南のプレザントバレーを通過するルートを取り、カマリロ付近に駅が建設されたことにより、スプリングビルの存在は脅かされた。
スプリングビルの村落は消滅したが、2012年にはこの小さな町の栄誉を称え、新しい道路にスプリングビル・ドライブと名づけられた。市の西端部にある国道101号線の立体交差やランプにもスプリングビル・ドライブの表記が見られる。スプリングビルの最初の村落は国道のすぐ南側にあったと考えられる。

### セントジョンズ神学校
アドルフォ・カマリロの兄弟ドン・ファン・カマリロは100エーカー(0.40 km2)の土地を神学校建設のために寄付した。1927年にカトリック神学校として設立され、福音記者ヨハネを讃えてセントジョンズ神学校と名付けられた。

### 初期の発展
カマリロの成長は第二次世界大戦前までは緩やかだった。ロサンゼルスへ至るコネホ・グレードはカマリロの東側では狭く曲がりくねった山道で、行き来が容易ではなかった。ダウンタウンのメインストリートであるベンチュラ・ブールバード（国道101号線）沿いの不動産でも買い手は少なかった。
この時期の主幹産業は農業で、周囲にはオレンジ、レモン、クルミの農園が広がっていた。町の南側にある州立精神病院が最も大きな雇用主であった。町の南北にも多少の住居が立てられた。第二次世界大戦中に町の西側に建設されたオックスナード陸軍航空基地、ポイント・マグー海軍航空基地やポート・ワイニミ海軍シービー基地から多くの軍関係者がこの地域に流入したが、民間産業や農業によらない雇用は少なかった。
オックスナード陸軍航空基地は終戦後閉鎖されたが、海軍施設は残っていた。朝鮮戦争や冷戦の緊張の高まりのために、旧オックスナード陸軍航空基地は1951年にオックスナード空軍基地として復活した。

### ベンチュラ・フリーウェイ（国道101号線）
1950年代半ば、町を二分する位置を通るベンチュラ・フリーウェイはロサンゼルスから北方向が開通し、カマリロまで1時間で簡単にアクセスできるようになった。この道路は当初カマリロの南を通るポトレロ・ロードのルートで計画されており、もしそうなれば完全に市を迂回していた。
しかし、何回にもわたる討論の後、カマリロ市政府はカリフォルニア州運輸局を説得して、ベンチュラ・ブールバードに平行する形で、サンタモニカ山地からの険しい坂で悪名高いコネホ・グレードを通るルートで建設された。コネホ・グレードは約4.3㎞の長さで、7％の急勾配（1㎞進むごとに70ｍ上る）の坂道である。
坂の頂上にはカリフォルニア・ハイウェイ・パトロールのブレーキ検査場があり、18輪トラックは全て強制的に停車する。道路の完成によって町の成長が促された。1962年に人口は7,500人を突破し、3MはMincom部門や磁気テープ部門を設立し、約900人の従業員を雇い、地域の最大の雇用者となった。
3Mのプラント内には2008年に閉鎖されるまで、分離独立したイメーション社の工場が短期間ではあるが存在した。
かつて果樹園だった場所には均一な住宅が建設された。1棟あたりの価格は14,000ドルから65,000ドルであったとされる。

### 1964年、市の法人化
当時、市の急速な拡大を制御するため、市としての法人化が計画された。1964年、カマリロは市となり、魅力ある市の環境をつくるために、都市計画や建築基準法がすぐに整備された。1964年時点では市の中心部から最も近い信号機は、3.2㎞離れたポイント・マグーにあった。また市で最初のショッピングセンターやスーパーマーケットが建設中だった。
市の法人化が遅かったために、電話交換局ではいまだオックスナードの一部としてリストに載っていた。市の大部分はベンチュラ・ブールバードの南側に発展すると予想されていたが、市の成長はベンチュラ・ブールバードの北側で進み、南側は今日も農地のままである。
1960年代、住宅購入者の多くはかつて付近の基地に配置されていた退役軍人だった。温暖な気候や住環境が彼らを呼び寄せた。太平洋ミサイル試射場やポイント・マグー海軍航空基地、ポート・ワイニミ海軍シービー基地の設立に伴い、多くの人々が軍に関連する職に就いた。新しくやってきた人々の中には、サンフェルナンド・バレーで暮らしていたり、通勤に耐えることも厭わずスモッグのない環境の田舎町で子育てをするために来た者もいた。
その他には、豊富な労働力を利用するために市やその周辺に設備を置いた3M、ハーバー・フライト・ツールズ等の企業の従業員も移住してきた。市内には世界最大のDVDコピー機メーカーであるテクニカラー社の工場もある。1964年発足当初の市議会議員は、ネッド・チャットフィールド、スタン・デイリー、アール・ジョセフ、Tweedy Rouce、そしてガイ・ターナーだった。

### カマリロ州立精神病院・カリフォルニア州立大学チャンネルアイランド校
カマリロ州立精神病院は1930年代、市の近隣に創設された。精神病を患っている人や結核患者をベンチュラ郡の温和な気候の下で回復させることが目的だった。ジャズミュージシャンのチャーリー・パーカーが作曲した"Relaxin' at Camarillo"（カマリロでリラックス）は彼が麻薬中毒で入院していたこの病院のために書かれた。パンクバンドFearの「カマリロ」も同じくこの病院についての曲である。
アンブロージアの1978年のアルバムLife Beyond L.A.には"Ready for Camarillo"（レディー・フォー・カマリロ）という曲が収録されている。「レディー・フォー・カマリロ」は "How Much I Feel."（お前に夢中） のB面にも収録された。ギターポップバンドのブラザヴィルはボーカルのデイビッド・ブラウンの親戚が病院に入院していたことから、精神病院をイメージした映像や歌詞のミュージックビデオ「カマリロ」を2007年にリリースした。
病院は1990年代に閉鎖され、しばらくは空き物件だったが、2002年8月にカリフォルニア大学チャンネルアイランド校が移転してきた。大学は現在米国西部地域私立学校大学協会（WASC）に認定されている。大学の南広場にはミッションリバイバル様式の独特な鐘楼がある。

### ミッション・オークス
ミッション・オークスは土地開発業者のパーディー・ホームズによって名付けられた、市の北東部にある531haの一区画である。この区画は計画都市として35年以上にわたって開発され、2004年10月に完成した。
パーディー・ホームズが造成したこの区画は、市の面積の約15％にあたる。数十年にわたるタイムスケールのプロジェクトであったため、住民の多くはミッション・オークスの独自性について知らなかった。
ルイス・ロード（州道34号線）の東、未編入地域のソミスの南、国道101号線の北で区切られる地域が、どの企業が建設した建物かに関わらず、一般的にミッション・オークスだと考えられている。

### カマリロ・プレミアム・アウトレット
1990年代半ば、カリフォルニアでも最大級のアウトレットモールや映画館を含んだ大型複合商業施設が国道101号線の南、カーメン・ドライブの西に建設された。
この新しい商業施設により、1993年から1998年にかけての5年間で売上税収入は約350万ドルから約650万ドルへと倍近くに増加するなど、市に多額の現金が流入した。
2009年4月23日、カマリロ・プレミアム・アウトレットに新たなショップやレストランがオープンし、「ザ・プロムナード」と称された。ザ・プロムナードのは220,000フィート（20,000m2）の面積を有する。新しくできたのはショップやレストランなど合計45店で、アウトレット全体としては合計約160店の規模となった。

### スプリング山火事
2013年5月2日（木）午前7時2分、カマリロ・スプリングス地域で山火事が発生し、この地域一帯を焼き尽くした。ドス・ビエントスとカリフォルニア大学チャンネルアイランド校は火災に近いことから避難した。15軒の家屋に被害が出たが、全焼は免れた。28,000エーカーの面積が焼失した。5月5日の夜、周辺で雨が降ったことにより、火災は消防隊のコントロール下に置かれた。

## 地理
カマリロは北緯34度14分 西経119度2分 / 北緯34.233度 西経119.033度に位置している。アメリカ合衆国国勢調査局によると、市域全面積は19.5平方マイル (51 km2)で、水域率は0.08%である。
市はオックスナード平原の東端、プレザントバレーに位置している。北にはサンタスザーナ山地、北東にはカマリロ・ヒルズ、東にはコネホ・バレー、南にはサンタモニカ山地がある。

### 気候
この地域の気候は暖かく乾燥した夏が特徴で、平均気温が22°Cを超える月はない。ケッペンの気候区分によると、温暖夏季地中海性気候（Csb）に分類される。
カマリロやその周辺は温和な地中海性気候である。海沿いの谷に位置しており、海岸からの穏やかな風の影響で年間を通じて寒暖の差が小さい。年間降水量は平均330㎜で、主に11月から1月にかけて降る。年間の平均日照日数は300日以上、平均湿度は62％である。
降雪があったのは過去30年間でわずか3回で、雪がちらつくようなことも稀である。冬季の数ヶ月間、北側の標高1200ｍ以上の山には積雪がみられる。春から初夏にかけての朝には、海岸部では霧が時折発生する。

## 人口動態
以下は2010年の国勢調査による人口統計データである。
| 基礎データ - 人口: 65,201人 - 世帯数: 24,504 世帯 - 家族数: 17,029 家族 - 人口密度: 1,288.1人/km2（3,336.3人/mi2） - 住宅数: 25,702 軒 - 住宅密度: 507.8軒/km2（1,315.1 軒/mi2） - 住宅 - 持家: 69.6% - 賃貸: 30.4% - 住人 - 持家: 69.8% - 賃貸: 29.4% - 空家率 - 持家: 1.4% - 賃貸: 5.2% - 集団生活者: 155人（0.2%） - 施設収容者: 341人（0.5%） 人種別人口構成 - 白人: 75.1% - アフリカン・アメリカン: 1.9% - ネイティブ・アメリカン: 0.6% - アジア人: 10.2% - 太平洋諸島系: 0.2% - その他の人種:7.3% - 混血: 4.8% - ヒスパニック・ラテン系: 22.9% | 年齢別人口構成 - 18歳未満: 23.2% - 18-24歳: 7.9% - 25-44歳: 24.4% - 45-64歳: 27.3% - 65歳以上: 17.2% - 年齢の中央値: 40.8歳 - 性比（女性100人あたり男性の人口） - 総人口: 93.7 - 18歳以上: 90.7 世帯と家族（対世帯数） - 18歳未満の子供がいる: 33.1% - 結婚・同居している夫婦: 55.4% - 未婚・離婚・死別女性が世帯主: 9.7% - 未婚・離婚・死別男性が世帯主: 4.4% - 未婚の異性のカップル: 4.5% - 同性のカップル: 0.6% - 単身世帯: 24.4% - 65歳以上の老人1人暮らし: 13.2% - 平均構成人数 - 世帯: 2.64人 - 家族: 3.14人 |

## 図書館
2011年1月1日、カマリロ市立図書館が公立複合図書館として開館した。
2010年10月13日、ベンチュラ郡図書館システムから脱退し、メリーランド州ジャーマンタウンのライブラリー・システムズ＆サービス（LSSI）と指定管理者の契約を結ぶことを、カマリロ市議会は賛成5票、反対0票で決定した。LSSIはアメリカ国内で複数の図書館を運営している民間企業である。地元の人材をカマリロ市立図書館の日常業務を行う職員として雇っている
。
近隣にある学術図書館は、カリフォルニア大学チャンネルアイランド校、カリフォルニアルーセラン大学、トマス・アクィナス大学、ムアパーク大学、オックスナード大学、ベンチュラ大学等がある。

## 生活
カマリロは大規模な規格化された住宅街や小学校、小さなショッピングモール等で構成されるベッドタウンである。市内から通える主な高校としては、ミッション・オークスにあるアドルフォ・カマリロ高校、オックスナードとカマリロの間、ストリックランドにあるリオ・メサ高校がある。
この2校はいずれもオックスナード統合高校学区の一部であり、学区では2015年の秋学期から、ランチョ・カンパーナ高校がルイス・ロードとラス・ポサス・ロードの交差点付近に新たに開校した。
市立高校のコーナーストーン・クリスチャン・スクールも市内にある。
ボーイズ＆ガールズ・クラブ・オブ・カマリロは1967年に創設された。クラブには1日につき400人近い児童が参加し、主な資金源は地域住民からの寄付である。YMCAはビレッジ・アット・パーク・ドライブにある施設に新たに図書館を建設し、2007年5月31日に開館した。
野球、バスケットボール、アメリカンフットボール、サッカーなどのスポーツリーグに参加しているチームが市内にある。カマリロ空港の近くに位置するフリーダム・パークには、インラインホッケーの屋外リンクがある。
市の犯罪率は、全ての分類において全米平均よりはるかに低い。

## プレザントバレー・レクリエーション＆公園地区
プレザントバレー・レクリエーション＆公園地区（PVRPD）はベンチュラ郡に位置する独立した特定目的地区である。
カマリロ市周辺の約7万人、面積にして約45平方マイルが地区の範囲である。1962年の創設当初は１か所の公園、30エーカーの面積にすぎなかったが、現在は27か所、300エーカー以上に拡大した。PVRPDはカマリロ市よりも先に法人化された。
地区には以下のレクリエーション施設がある。
- シニア・センター
- ベンチュラ郡で唯一の屋内プール
- コミュニティ・センター
- ドッグ・パーク
- 照明設備付き野球場
- テニスコート
- 陸上トラック
- 遊歩道
- サッカー場
- ハイキング・トレイル[32]
- 東屋
- 子ども用アスレチック
- スケートパーク
- バーベキュー場

地区はカマリロ市の行政からは分離している。地区の境界もカマリロ市のそれとは異なっている。地区は公に選出された役員会により管理され、地区長により運営される。
PVRPDは地元住民の固定資産税を資金として、すべてのカマリロ市民が楽しめるように公園や屋外レクリエーション施設の維持管理を行っている。

### 歴史
1962年にカリフォルニア公共資源法の下で組織された。地区の創設は投票により承認された。

### カマリロ・クリスマス・パレード
プレザントバレー・レクリエーション＆公園地区では1962年からカマリロ・クリスマス・パレードを主催している。クリスマス・パレードは通常、12月の第1週または第2週の週末から始まる。数百の団体、数千人の人々がパーティーに参加する。住民もパーティーを見るために一面に集まる。著名なグランドマーシャルは以下の者である
。
- フェルナンド・バルガス - プロボクサー
- EJ Harrison & Sons（2008年） - 地元の企業
- テレビ番組The Biggest Loserの優勝者（2009年） - ミッシェル・アギラル（シーズン6）、ヘレン・フィリップス（シーズン7）
- ジャック・ウィルソン（2010年） - MLB選手
- リサ・ゲレーロ（2011年） - テレビパーソナリティ
- ジェシカ・メンドーサ（2012年） - ソフトボールオリンピック金メダリスト

カマリロの住民だったウォルター・ブレナンも1970年代にグランドマーシャルを務めた。

### 公園
- アドルフォ・パーク
- アーニール・ランチ・パーク
- バーチビュー・パーク
- ボブ・キルディー・コミュニティパーク
- カレグアス・クリーク
- カマリロ・グローブ・パーク
- コミュニティ・センター・パーク
- ドス・カミノス・パーク
- エンカント・パーク
- フットヒル・パーク
- フリーダム・パーク
- ヘリテージ・パーク
- ローレルウッド・パーク
- ロッカー・パーク
- ミッション・オークス・パーク
- ナンシー・ブッシュ・パーク
- ピッツ・ランチ・パーク
- プレザント・バレー・フィールズ
- キト・パーク
- スプリングビル・パーク

- トレイルサイド・パーク
- バジェ・リンド・パーク
- ウッドクリーク・パーク
- ウッドサイド・パーク

### 施設
- プレザントバレー・アクアティック・センター
- 公会堂
- 教室
- コミュニティ・センター
- BMXダートコース
- 乗馬センター
- フリーダム・センター
- フリーダム・ジム
- ローラーホッケーリンク
- R/Cトラック
- シニア・センター
- スケートパーク

## 行政
市は1964年にシティ・マネージャー制の下に法人化された。5人の市議会委員は4年ごとに単一選挙区で選出される。市議会は市の方針や法律の制定、財政面での決定について責任を負う。シティ・マネージャーは市議会によって雇われ、市議会や市の日々の業務に対し責任を負う。シティ・マネージャーはまた、市の5つの部局や97人のフルタイムの職員に対しても責任を負う。上下水道、ごみ収集、道路の維持管理などは市の職員と請負業者の両者で業務が行われる。
2015年10月現在のカマリロ市長はビル・リトルである。
警察業務は市と契約しているベンチュラ郡保安局によって提供され、市は警察署の本部を所有している。保安局のヘリコプター隊はカマリロ空港に格納されている。ベンチュラ郡消防局は消防業務を提供しており、市内に4か所消防署がある。
市の主な財源は売上税収入である。小売業と営利事業の組み合わせが市の安定した税基盤となっている。ファクトリー・アウトレットセンターなどの新しくできたショッピングセンターは、市の小売税収入を大きく増加させた。

## 主な雇用者
| 順位 | 雇用主                                   | 従業員数 |
| ---- | ---------------------------------------- | -------- |
| 1    | カリフォルニア大学チャンネルアイランド校 | 575      |
| 2    | プレザントバレー統合学区                 | 520      |
| 3    | セントジョンズ・プレザントバレー病院     | 519      |
| 4    | マーズファームズ社                       | 500      |
| 5    | Hi-Temp Insulation                       | 487      |
| 6    | パワー・ワン                             | 289      |
| 7    | テクニカラービデオサービス               | 288      |
| 8    | ソーラーワールド                         | 251      |
| 9    | ベンチュラ・カウンティ・スター紙         | 250      |
| 10   | テレダイン・テクノロジーズ               | 226      |

## 交通

### カマリロ空港
カマリロ空港(ICAO: KCMA, FAA LID: CMA) はカマリロの中心業務地区から4.8㎞西にある公共空港である。空港には滑走路が1本あり、専らゼネラル・アビエーションやビジネスジェットなど個人的に利用されており、商用の定期便はない。
カリフォルニア州運輸局空港が1,500mの滑走路を建設し、空港は1942年に開港した。空港は後にオックスナード空軍基地へと発展し、それに対応するため1951年に滑走路が2,400ｍに延伸された。1959年にはロサンゼルス地域の防空ネットワークの一部として運用されたF-89やF-101などの戦闘機に対応するため、さらに滑走路が延伸された。1960年代半ばには新型のF-106が17機配備された。
1970年1月1日、オックスナード空軍基地は廃止され、基地は余剰財産となった。1970年の廃止前には、基地には99人の士官と990人の兵士が配備されていた。基地の最後の司令官は第414戦闘群のポール・D・コファーであった。

### 鉄道
カマリロには鉄道駅が1つあり、サンルイスオビスポとサンディエゴを結ぶアムトラックのパシフィック・サーフライナーと、ロサンゼルスのユニオン駅とイーストベンチュラ駅を結ぶメトロリンクのベンチュラカウンティラインが通っている。
パシフィック・サーファーは1日に9本、メトロリンクの列車は平日には1日に6本停車する。メトロリンクはラッシュ時にしか運行されない（朝はロサンゼルスへ向かう列車が3本、夕方はロサンゼルスから到着する電車が3本）。

### バス
CAT（Camarillo Area Transit）は月曜日から金曜日にかけ市内を走るバス路線を、また日曜日以外に障害者向けのダイヤル・ア・ライド（事前予約制バス）を運行している。VISTA（Ventura Intercity Service Transit Authority）はロサンゼルス郡西部のワーナー・センター地区へ向かうコネホ・エクスプレスなど、カマリロと近隣都市間を結ぶバスを運行している。

## 大衆文化の中で
帰郷、パール・ハーバー、ジェイ&サイレント・ボブ 帝国への逆襲、アイアン・イーグル、ロミーとミッシェルの場合、新・13日の金曜日、ザ・リングなどの映画はカマリロがロケ地となった。
カマリロにはかつて精神病院があったことから、文学作品でも度々登場する。ジャック・ケルアックの『ザ・ダルマ・バムズ』では彼は次のように記している。「...カマリロ近くの某所では、チャーリー・パーカーが麻薬中毒を治療し、健常者となって帰っていった。」
フランク・ザッパの1973年の曲「カマリロ・ブリロ（Camarillo Brillo）」では市の名前が歌詞に登場する。市名の発音は、韻を踏むために謝った発音がされている。

## 著名な人物
- アシュレー・ジョンソン - 女優
- マイク・バンクス - ミュージシャン
- ケイリー・クオコ - 女優、声優
- ブライアン兄弟 - テニス選手
- パトリック・ウォーバートン - 俳優、声優
- ジェイソン・ウェイド - ライフハウスのボーカル
- スコット・フジタ - アメリカンフットボール選手
- ジェシカ・メンドーサ - ソフトボール選手
- エリック・コマツ - 野球選手